# Genk
Genk là một thành phố và đô thị tọa lạc ở tỉnh Limburg gần Hasselt. Đô thị này chỉ bao gồm thành phố Genk. Đây là một trong những thành phố công nghiệp quan trọng ở Flanders, nằm bên kênh đào Albert, giữa Antwerpen và Liège. Điểm du lịch nổi tiếng nhất Genk là Bokrijk (www.bokrijk.be Lưu trữ ngày 6 tháng 7 năm 2009 tại Wayback Machine), một bảo tàng ngoài trời.

## Cư dân nổi tiếng
- Neel Doff, nhà văn (1858-1942)
- Jacques Germeaux, nhà chính trị (sinh năm 1956)
- Martin Margiela, nhà thiết kế thời trang (sinh năm 1957)
- Jo Vandeurzen, nhà chính trị (sinh năm 1958)
- Dirk Medved, hậu vệ bóng đá (sinh năm 1968)
- Ronny Gaspercic, thủ môn bóng đá (sinh năm 1969)
- Karel Geraerts, cầu thủ bóng đá (sinh năm 1982)
- Benjamin De Ceulaer, cầu thủ bóng đá (sinh năm 1983)

## Thành phố kết nghĩa
- Ba Lan:  Cieszyn